# Wojska Specjalne

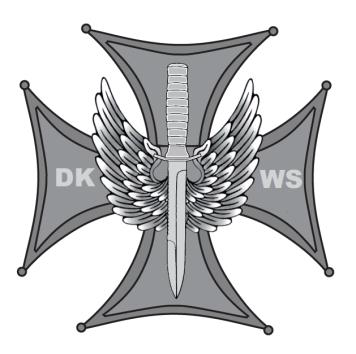
Odznaka pamiątkowa Dowództwa Komponentu Wojsk Specjalnych (2022).

Wojska Specjalne (WS) – rodzaj Sił Zbrojnych Rzeczypospolitej Polskiej.

## Funkcjonowanie
Wojska Specjalne powołane zostały ustawą o zmianie ustawy o powszechnym obowiązku obrony Rzeczypospolitej Polskiej oraz o zmianie niektórych innych ustaw z dnia 24 maja 2007. W ich skład weszły istniejące wówczas trzy jednostki sił specjalnych, utworzone w latach 60 (Jednostka Wojskowa Komandosów), 70 (Jednostka Wojskowa Formoza), 90 XX w. (Jednostka Wojskowa Grom). Funkcje dowodzenia Wojskami Specjalnymi przejęło Dowództwo Wojsk Specjalnych. Zgodnie z przepisami ustawy z dnia 24 maja 2007 roku siły wydzielane z Wojsk Specjalnych nie były podporządkowane Dowódcy Operacyjnemu Sił Zbrojnych. Dzięki temu wojska te mogły realizować operacje specjalne samodzielnie bądź z innymi rodzajami Sił Zbrojnych RP.
Samodzielność dowodzenia Wojskami Specjalnymi zlikwidowano 1 stycznia 2014. W miejsce Dowództwa Wojsk Specjalnych powołano Inspektorat Wojsk Specjalnych znajdujący się w składzie Dowództwa Generalnego Rodzajów Sił Zbrojnych oraz Dowództwo Sił Specjalnych, które podlegało Dowództwu Generalnemu RSZ. Ten drugi organ został następnie przekształcony w Centrum Operacji Specjalnych – Dowództwo Komponentu Wojsk Specjalnych, które zostało podporządkowane Dowództwu Operacyjnemu RSZ.
W maju 2015 roku Dowództwo Komponentu Wojsk Specjalnych, jako oddzielny organ, podporządkowano Dowództwu Generalnemu RSZ. Natomiast Centrum Operacji Specjalnych pozostawiono w dyspozycji Dowództwa Operacyjnego RSZ.
Wojska Specjalne są prawdopodobnie jedynymi wojskowymi siłami specjalnymi na świecie, działającymi jako wyodrębniony rodzaj sił zbrojnych, niewchodzący w skład marynarki wojennej lub wojsk lądowych.
Śmigłowcowe wsparcie transportowe i wsparcie ogniowe z powietrza prowadzi wchodząca w skład 33 BLTr 7 Eskadra Działań Specjalnych z użyciem maszyn Mi-17-1W. Komponent Wojsk Specjalnych od grudnia 2019 roku posiada 4 śmigłowce Sikorsky S-70i Black Hawk.
Żołnierze Wojsk Specjalnych odbywają szkolenia w różnych warunkach klimatyczno-terenowych Polski i świata. Wojska Specjalne są certyfikowane do wystawienia kontyngentu i pełnienia dyżuru bojowego w składzie NATO Response Force. WS dysponują przenośnymi terminalami łączności Link 16, umożliwia to dowodzenie w systemie sieciocentrycznym. Za zadanie odpowiedzialny jest Inspektorat Uzbrojenia. Wojska Specjalne posiadają Ośrodek Szkolenia Poligonowego Wojsk Specjalnych – Strzepcz.

## Struktura organizacyjna WS do 31 grudnia 2013
- Dowództwo Wojsk Specjalnych (Kraków) i podległe mu jednostki wojskowe:
  - Jednostka Wojskowa Agat (Gliwice)
  - Jednostka Wojskowa Formoza (Gdynia)
  - Jednostka Wojskowa Grom (Warszawa m.in. dowództwo, Gdańsk)
  - Jednostka Wojskowa Komandosów (Lubliniec)
  - Jednostka Wojskowa Nil (Kraków)
  - Powietrzna Jednostka Operacji Specjalnych (dawniej 7 eskadra działań specjalnych) (Powidz) podległość operacyjna

## Symbol
Symbolem Wojsk Specjalnych jest Orzeł Wojsk Specjalnych. Jego cechą wyróżniającą jest wypełniona na czarno pelta (tarcza Amazonek), na której wsparty jest orzeł. Czarny kolor jest kolorem wyróżniającym dla wielu jednostek specjalnych na całym świecie. Kolor ten ponadto symbolizuje tzw. „czarną taktykę” uznawaną przez żołnierzy Wojsk Specjalnych za najtrudniejszą formę szkolenia i prowadzonych działań.

## Przeznaczenie
Wojska Specjalne są przeznaczone do prowadzenia szeroko pojętej walki specjalnej (działania specjalne, kontrterroryzm, działania nieregularne, działania podjazdowe i inne), rozpoznania a także do obrony, działań ochronno-obronnych. Działać mogą zarówno na terytorium Polski, jak i za granicą, oraz jako wojska operacyjne samodzielnie bądź z innymi Rodzajami Sił Zbrojnych RP, a także mogą brać udział w sojuszniczych operacjach.

## Działania zbrojne
Ten rodzaj sił zbrojnych wystawiał żołnierzy do PKW Irak i do PKW Afganistan oraz na front zewnętrzny w ramach ISAF. W latach 2016–2021 pełnili zadania w Afganistanie jako część Resolute Support, w Iraku pełnili służbę na rzecz zwalczania samozwańczego Państwa Islamskiego wydzieleni do Operation Inherent Resolve, patrolowali Morze Śródziemne, będąc zaokrętowanymi na ORP Gen. T. Kościuszko w ramach SNMG2. Na Ukrainie pełnili służbę pomocną żołnierzom SZU biorącym udział w АТО.
Większa część kadry Wojsk Specjalnych jest weteranami operacji wojskowych poza terytorium Rzeczypospolitej Polskiej.

## Dowódcy Wojsk Specjalnych
- gen. dyw. Edward Gruszka (1 I 2007 – 15 VIII 2007)
- gen. dyw. Włodzimierz Potasiński (15 VIII 2007 – † 10 IV 2010)
- gen. bryg. Marek Jerzy Olbrycht (p.o. 10 IV – 15 VIII 2010)
- płk / gen. bryg. Piotr Patalong (15 VIII 2010 – 31 XII 2013, rozformowanie Dowództwa WS)

Ustawa z 21 czerwca 2013 r. o zmianie ustawy o urzędzie Ministra Obrony Narodowej oraz niektórych innych ustaw zlikwidowała stanowisko Dowódcy Wojsk Specjalnych. Od 1 stycznia 2014 r. dowódcami rodzajów Sił Zbrojnych są Dowódca Generalny Rodzajów Sił Zbrojnych i Dowódca Operacyjny Rodzajów Sił Zbrojnych, którym podlegają poszczególne jednostki wojskowe. Dowódca Generalny Rodzajów Sił Zbrojnych jest następcą prawnym Dowódcy Wojsk Specjalnych.

## Dowodzenie od 1 stycznia 2014 r.
Centrum Operacji Specjalnych – Dowództwo Komponentu Wojsk Specjalnych (COS-DKWS) funkcjonuje od 3 sierpnia 2015 roku i powstało w wyniku kolejnych zmian będących następstwami reformy systemu kierowania i dowodzenia Siłami Zbrojnymi RP, wprowadzonej 1 stycznia 2014 roku. DKWS podlega bezpośrednio Dowódcy Generalnemu Rodzajów Sił Zbrojnych. W strukturze Dowództwa Generalnego Rodzajów Sił Zbrojnych (DG RSZ) znajduje się Inspektorat Wojsk Specjalnych (IWS), który stanowi komórkę wewnętrzną DG RSZ.
Inspektor Wojsk Specjalnych
- gen. dyw. Piotr Patalong (1 I 2014 – 7 IX 2016)
- gen. bryg. Wojciech Marchwica (8 IX 2016 – 14 III 2017)
- wz. płk Krzysztof Banaszek (15 III 2017 – 4 I 2018, likwidacja Inspektoratu WS)

Dowództwo Sił Specjalnych (DSS)
- gen. bryg. Jerzy Gut (1 I 2014 – 10 I 2014)

Dowódca Centrum Operacji Specjalnych – Dowództwo Komponentu Wojsk Specjalnych (COS-DKWS)
- gen. bryg. Jerzy Gut (10 I 2014 – 15 VII 2015)

Dowódca Komponentu Wojsk Specjalnych (DKWS)
- gen. bryg. Jerzy Gut (15 VII 2015 – 14 III 2017)
- gen. bryg. Wojciech Marchwica (15 III 2017 – 1 X 2018)
- gen. dyw. Sławomir Drumowicz (1 X 2018 – 26 VI 2025)[12][13]
- cz.p.o. gen. bryg. Robert Kopacki (26 VI 2025 – 17 VII 2025)[14][15]
- gen. bryg. Michał Strzelecki (od 17 VII 2025)[16]

## Galeria

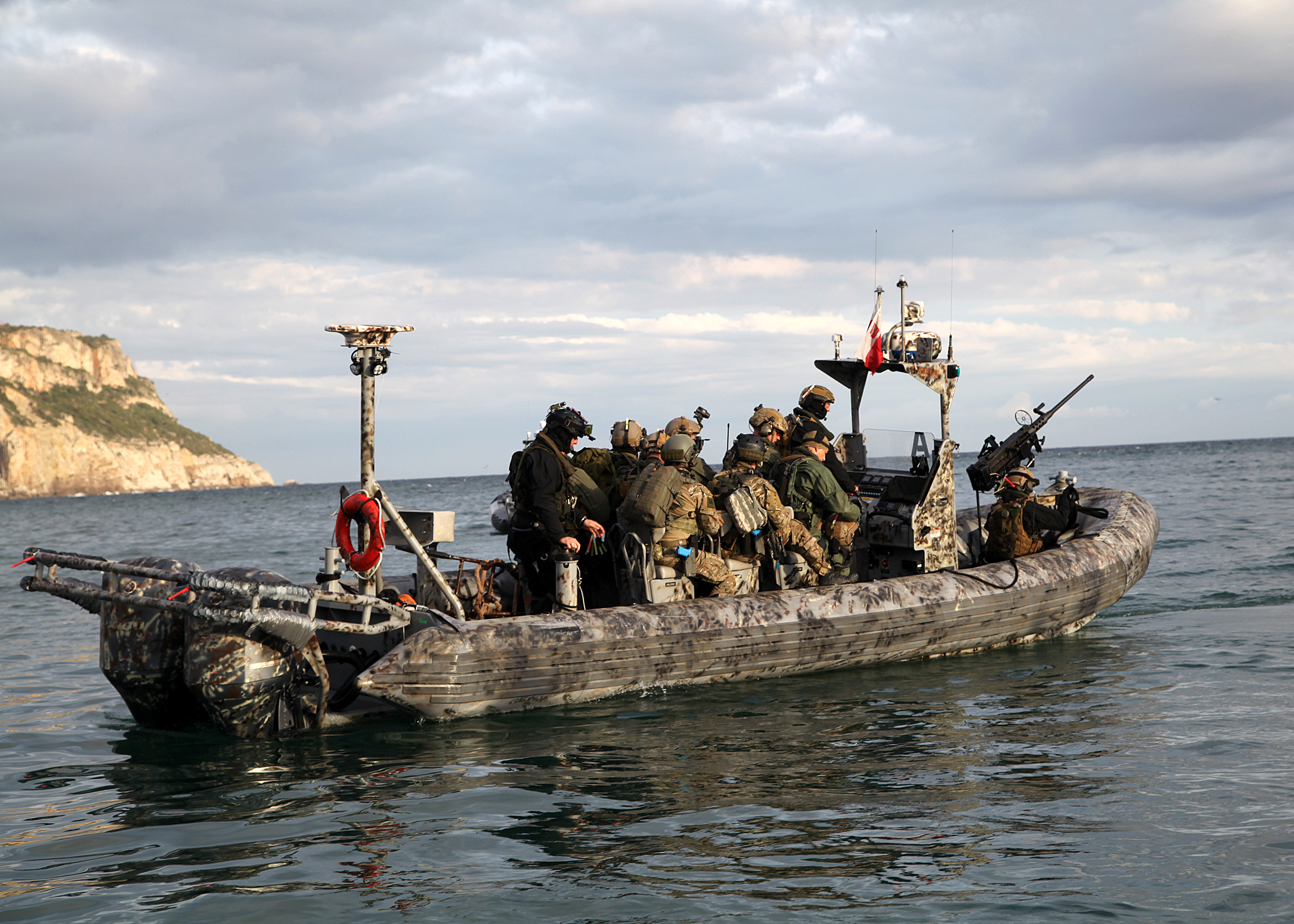
Żołnierze JWF na ćwiczeniach NATO Trident Juncture 15
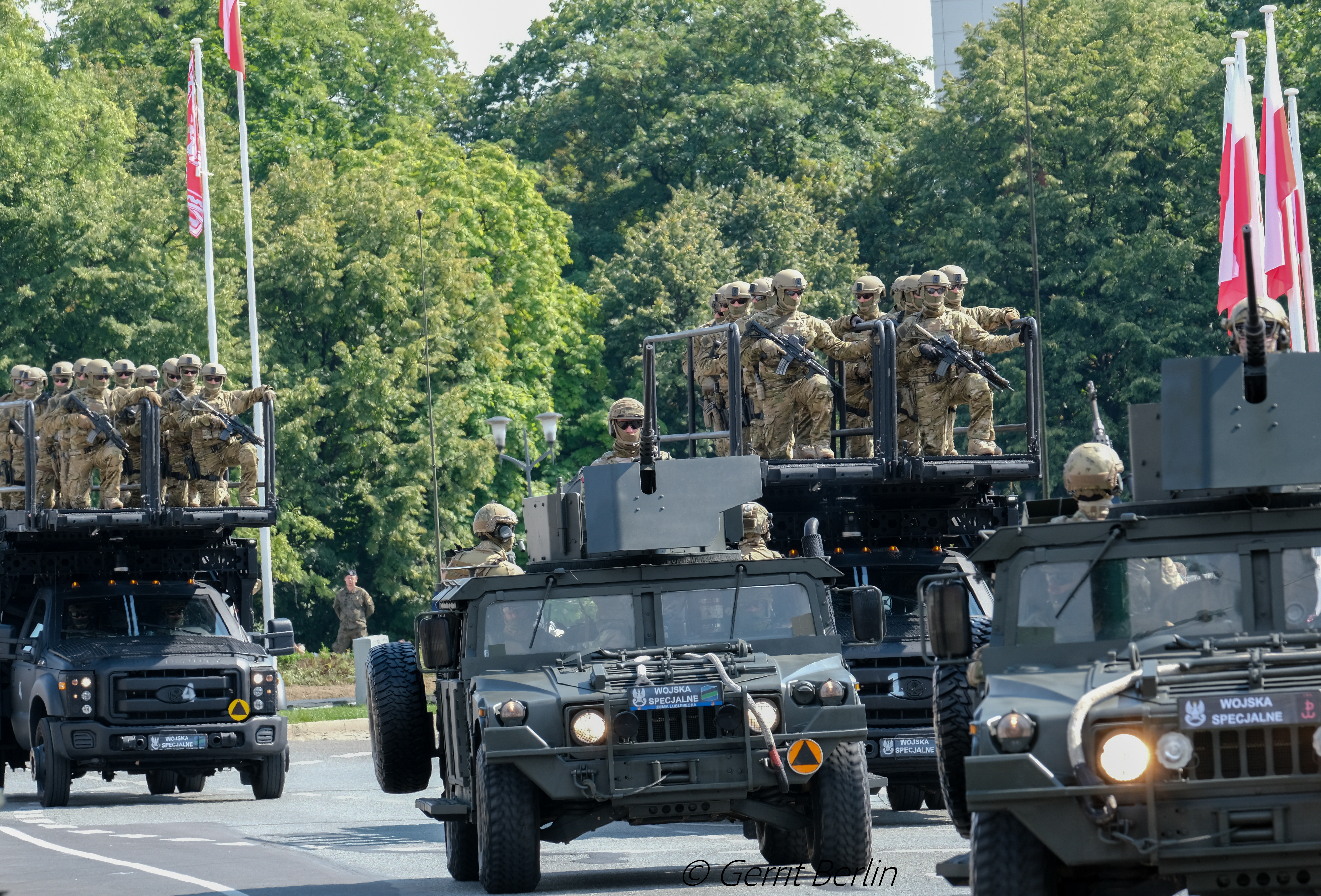
Wojska Specjalne na defiladzie z okazji Święta Wojska Polskiego w 2019
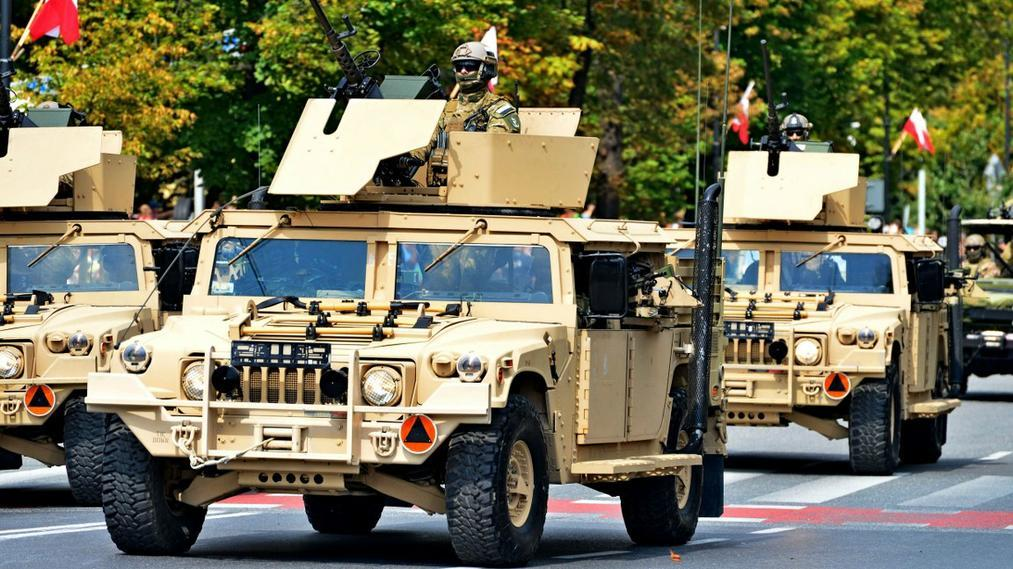
Żołnierze JWK w M1165A1 Special Ops HMMWV
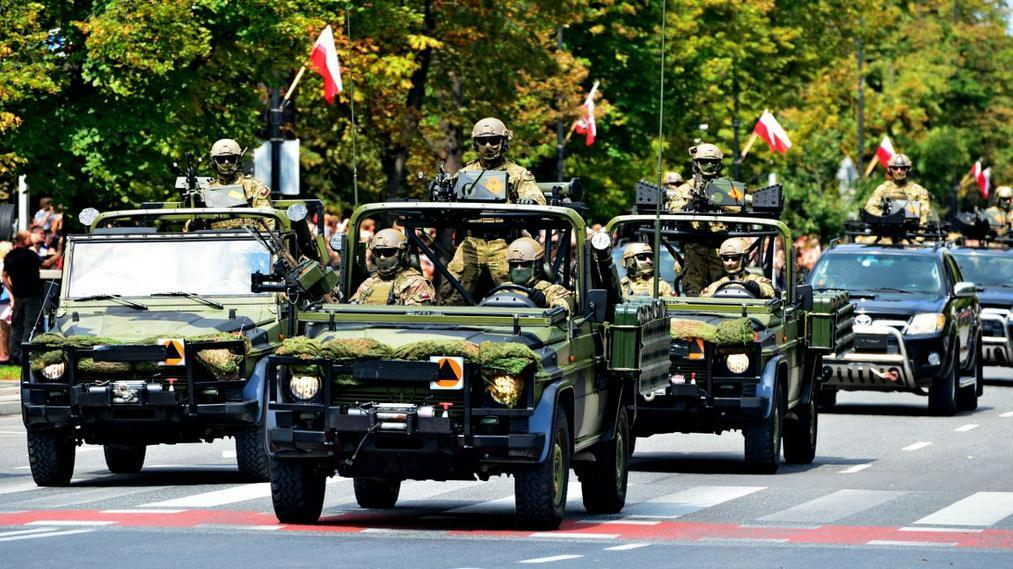
Żołnierze JWG w wojskowych pojazdach Mercedes-Benz Klasy-G
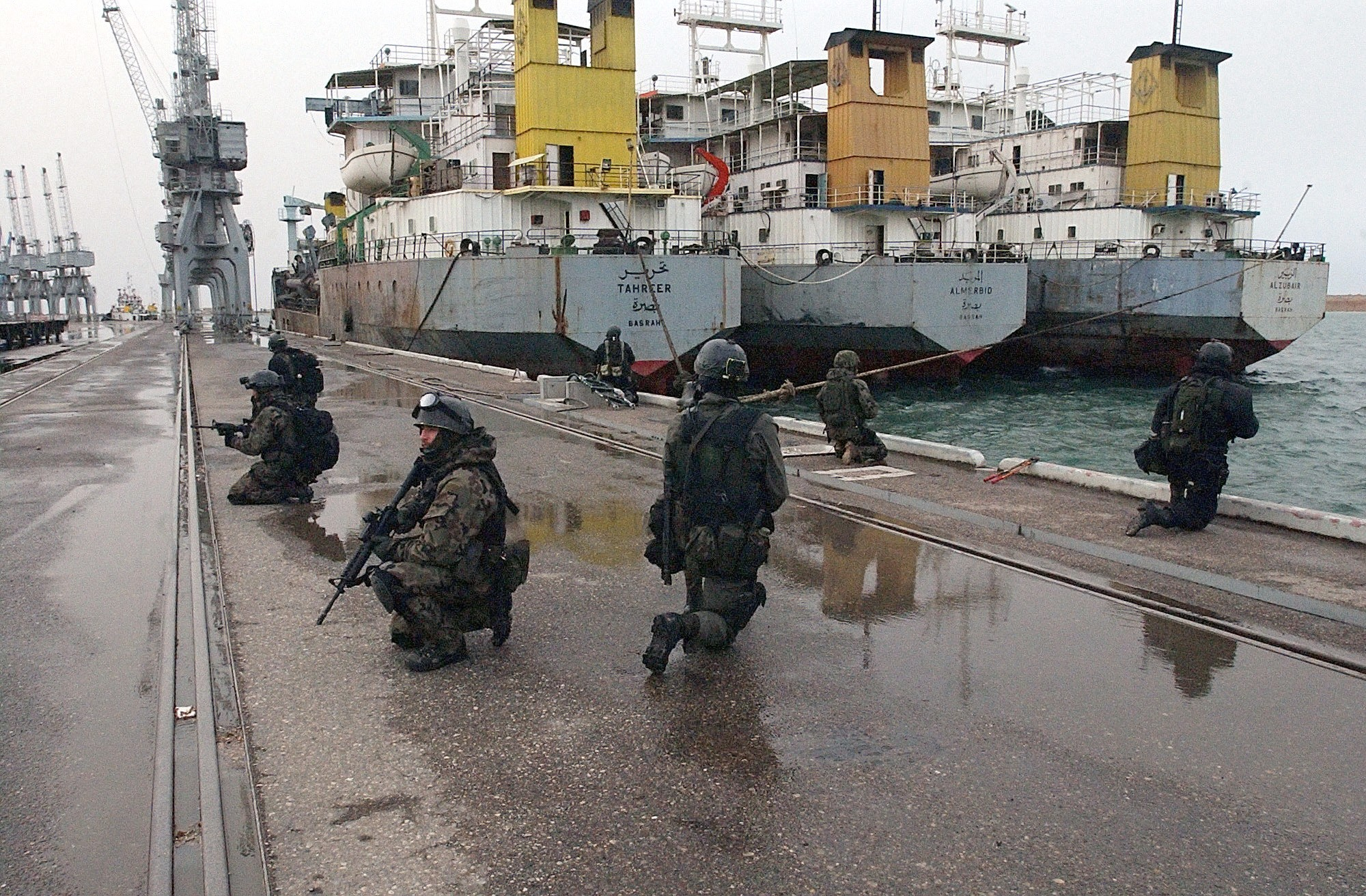
Żołnierze JW 2305 w Iraku
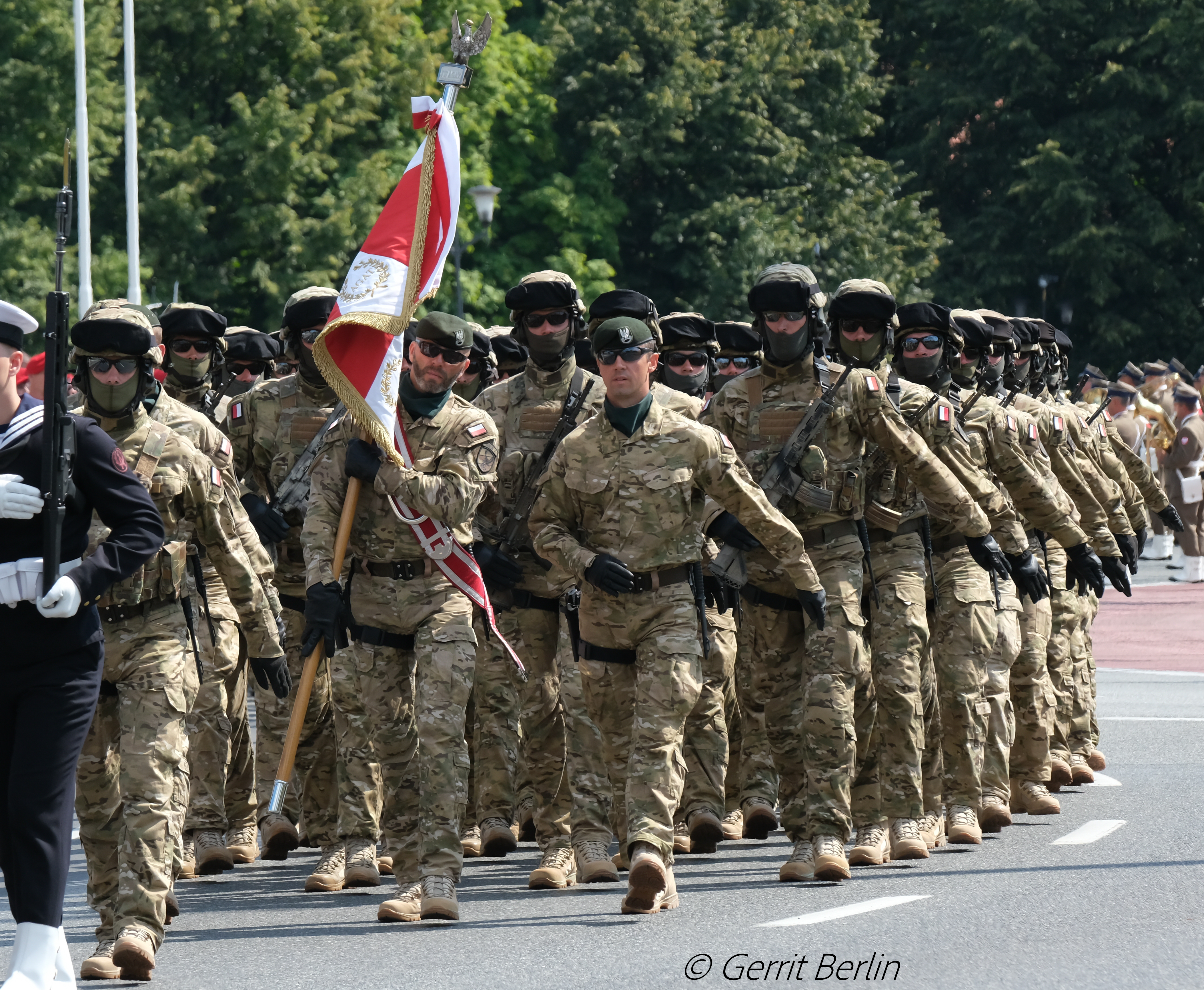
Pododdział Jednostki Wojskowej AGAT
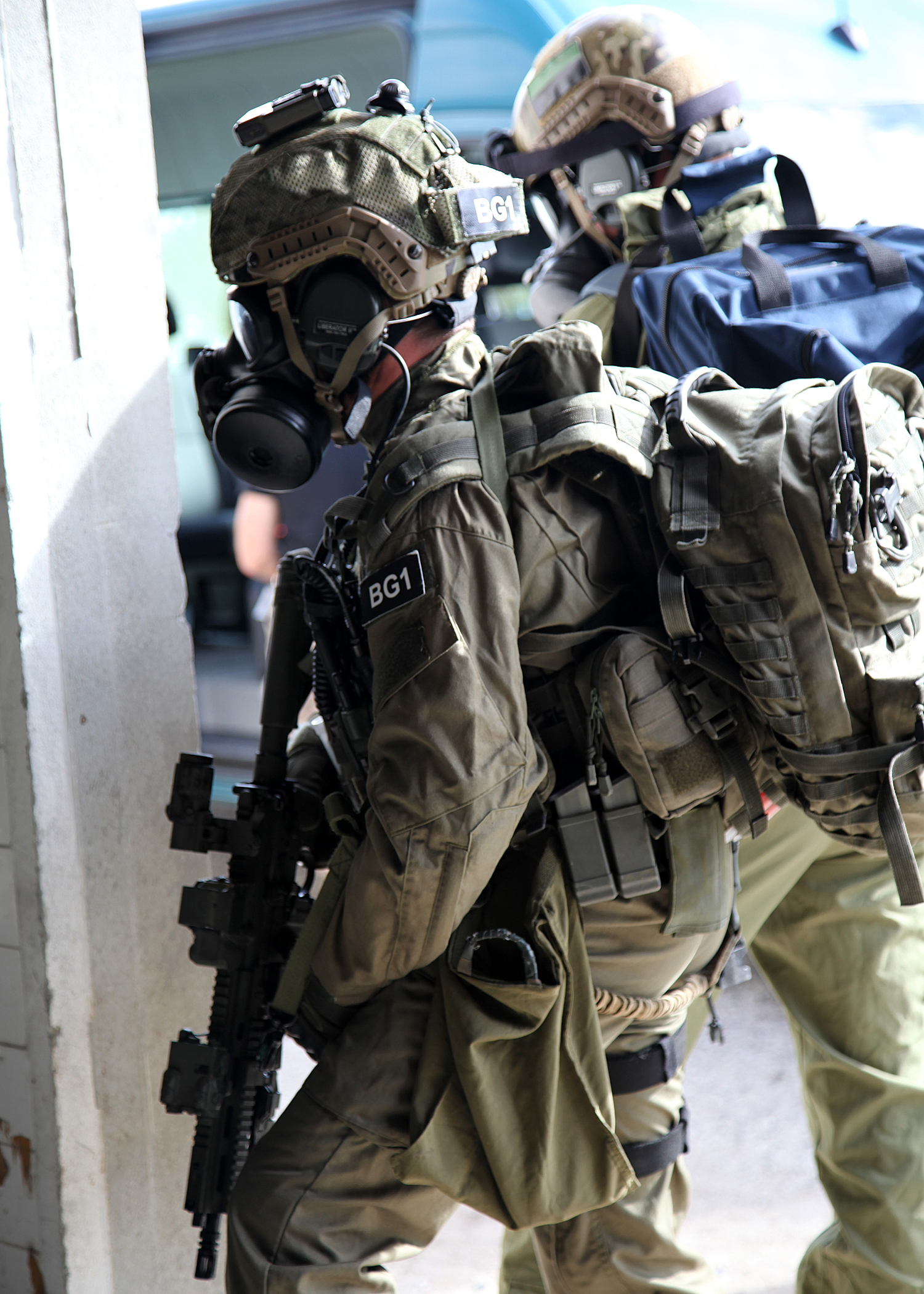
Żołnierze JWK na ćwiczeniu NATO Trident Juncture 15
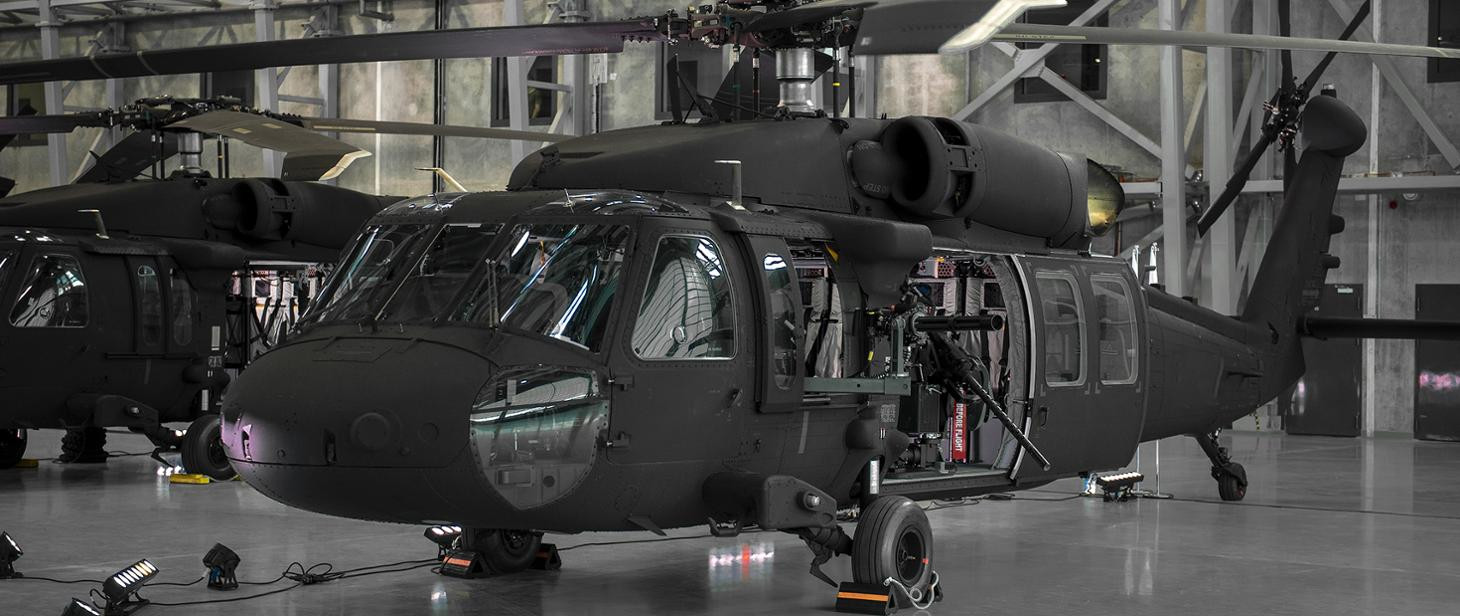
Śmigłowce S-70i Wojsk Specjalnych